# José Blanco López
José Blanco López, conegut amb el nom de Pepe Blanco (Palas de Rei, Galícia 1962) és un polític socialista gallec que ha estat Vicesecretari General del PSOE i Ministre de Foment.

## Biografia
Va néixer en la parròquia de Ferreira de Negral, situat al municipi de Palas de Rei (Lugo). Fill d'un peó i una modista, va estudiar Batxillerat a la ciutat de Lugo, tenint com a professor José López Orozco que en aquells moments militava en el Partit Socialista Popular (PSP) d'Enrique Tierno Galván, i que posteriorment va esdevenir alcalde de la ciutat.
Va estudiar dret a la Universitat de Santiago de Compostel·la, tot i que no arribà a finalitzar els estudis.

## Vida política
A finals de la dècada del 1970 entrà a formar part del PSP, i a la unió d'aquest partit amb el Partit Socialista Obrer Espanyol (PSOE) l'any 1978 passà a militar en aquest partit, del qual va ser Secretari General de les Joventuts Socialistes de Galícia, i President del Consell de la Joventut de Galícia. Va arribar posteriorment a l'executiva del PSdeG-PSOE i va aconseguir la Secretaria General del partit de Lugo. En les eleccions generals de 1989 va ser escollit senador, repetint escó en les següents eleccions. El 1991 i 1995 va tractar, sense èxit, d'arribar a l'ajuntament del seu municipi natal, encara que sí que obtingué la butaca de regidor.
En les eleccions generals de 1996 Blanco va abandonar el Senat per esdevenir diputat al Congrés dels Diputats, sent l'únic diputat socialista escollit per la província de Lugo, escó que no ha abandonat.
El seu primer èxit polític va ser com coordinador de la candidatura de Emilio Pérez Touriño a la Secretaria General del Partit Socialista de Galícia (PSdG) l'any 1998. En les eleccions municiaps de 1999 el seu mentor José López Orozco va accedir a l'ajuntament de Lugo, amb el suport del BNG.
Traslladat a viure a Madrid l'any 2000, el jutge i diputat independent pel PSOE Ventura Pérez Mariño (que posteriorment seria alcalde de Vigo) el va posar en contacte amb José Luis Rodríguez Zapatero, unint-se al grup Nova Via que, capitanejat per Jesús Caldera, Trinidad Jiménez i Juan Fernando López Aguilar postulava a Zapatero com a candidat a la Secretaria General del PSOE. Després de la seva incorporació, Blanco va assumir la coordinació del grup i va aconseguir l'elecció de Zapatero com a Secretari General del PSOE en el XXXVè Congrés Federal. Com home de confiança del secretari general, va ser nomenat Secretari d'Organització de l'Executiva federal del partit, càrrec que va ocupar entre els anys 2000 i 2008.
El pitjor moment de Blanco al capdavant de la Secretaria d'Organització va tenir lloc l'any 2003. Al produir-se les eleccions autonòmiques de 2003, dos membres socialistes Eduardo Tamayo i María Teresa Sáez van ser escollits diputats de l'Assemblea de Madrid, i en el moment d'escollir Rafael Simancas com a President de la Comunitat juntament amb els vots d'Izquierda Unida aquests dos diputats es van abstenir en la votació d'investidura. Amb aquesta abstenció Esperanza Aguirre aconseguí esdevenir president de l'Assemblea.
En els moments previs al XXXVIIè Congrés del PSOE realitzat el 2008 Blanco va remenar la possibilitat de deixar la política, però Zapatero, que el considerà "imprescindible" a l'haver pacificat el partit i garantit el suport d'aquest al govern, l'hi ho va impedir. En aquest congrés Blanco va ser nomenat Sotssecretari General del PSOE, càrrec que anteriorment només havia ocupat Alfonso Guerra.
El 7 d'abril de 2009, dintre d'una profunda remodelació del Consell de Ministres Zapatero el nomenà Ministre de Foment en substitució de Magdalena Álvarez. i l'11 de juliol de 2011, després que Alfredo Pérez Rubalcaba fou nomenat candidat a la presidència del govern, el substituí com a portaveu del govern.
Durant el mes de novembre una jutge de Galícia va veure un indici de delicte de tràfic d'influències per part de Blanco, qui es sospita que havia intervingut en l'agilització d'unes llicències, tot i que membres del consistori asseguren que el tràmit és completament legal. El cas es va conèixer com a Cas Campeón. Més endavant la mateixa fiscalia va demanar al Suprem que investiguessin José Blanco.